# Celje
Celje (, en allemand : Cilli ; en hongrois : Cille ; en français également Cilley ; en latin Celeia) est la troisième ville de Slovénie. Située au centre-est du pays, elle est la capitale de la région de la Basse-Styrie. Elle est traversée par la rivière Savinja.

## Toponymie
La ville attestée sous le nom de Celeia par Pline tirerait son nom de la racine celtique *Cēlios « Compagnon », sous la forme de la transcription latine Celeia, soit « les domaines de Compagnon ».

## Géographie

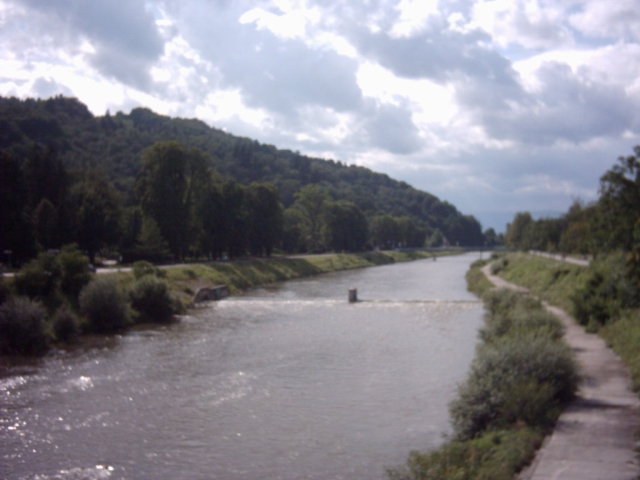
La Savinja à Celje.

La ville de Celje se situe sur la rivière Savinja, affluent de la Save, dans une vallée au sud du Pohorje. Elle se trouve à environ 70 kilomètres à l'est de Ljubljana. C'est le centre économique et culturel de la région historique de Basse-Styrie (Spodnja Štajerska).

## Histoire
La colonisation de la région remonte à l'époque de la culture de Hallstatt. Aux temps des Celtes, le lieu faisait partie du royaume de Norique.
Celje fut historiquement très importante : une fois que la région est incorporée à l'Empire romain en 15 avant J.C., elle est connue sous le nom de Civitas Celeia. Elle reçoit les droits municipaux en 45 après J.C. sous le nom de municipium Claudia Celeia sous le règne de l'empereur romain Claude (41-54). 
Les archives suggèrent que la ville était riche et densément peuplée, sécurisée par des murs et des tours, contenant des palais de marbre à plusieurs étages, de larges places et des rues. Elle est nommée la « Seconde Troie » Troia secunda ou petite Troie. Une voie romaine à travers Celeia menait d'Aquilée (Sln. Oglej) à la Pannonie.
Celeia devient rapidement une colonie romaine florissante et de nombreux grands bâtiments sont construits, comme le temple de Mars, connu dans tout l'Empire. Celeia est incorporée à Aquilée vers 320 sous l'empereur romain Constantin Ier (272-337). En 333, l'anonyme de Bordeaux, en route vers Jérusalem, s'y arrêta et nota sur son itinéraire : Civitas Celeia. 

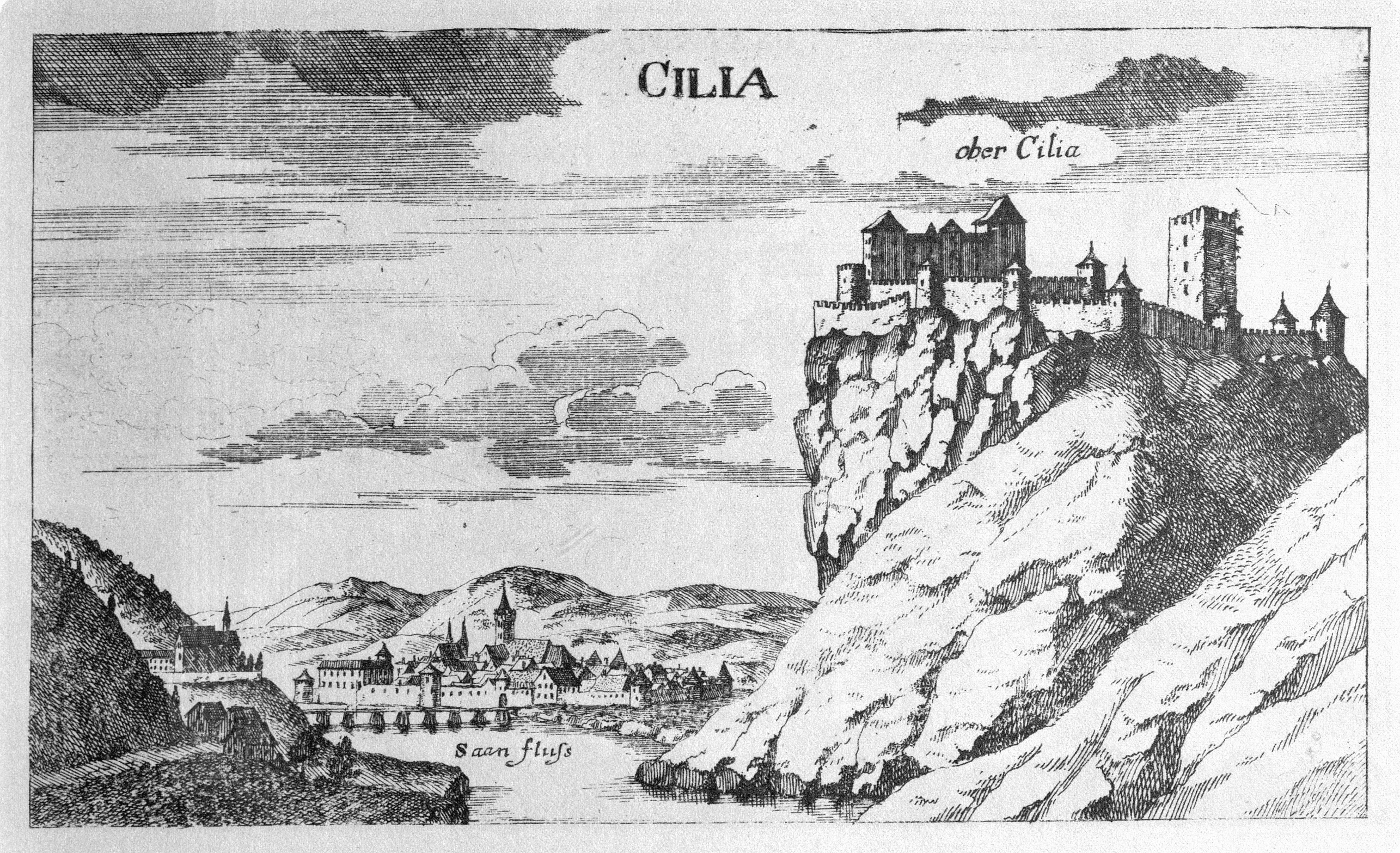
Cilli, Georg Matthäus Vischer, Topographia Ducatus Stiriae, Graz 1681.

La ville est rasée par les tribus slaves pendant la période de migration des Ve et VIe siècles, mais est reconstruite au début du Moyen Âge. À partir de 976, elle appartenait au duché de Carinthie au sein du Saint-Empire, incorporée dans la marche de Styrie qui fut elle-même élevée au duché en 1180. La première mention de Celje au Moyen Âge fut sous le nom de Cylie dans la Chronique de l'abbé Wolfhold d'Admont, qui fut écrite entre 1122 et 1137. 
Le château fut le siège des comtes de Celje, seigneurs jouissant de l'immédiateté impériale du Saint-Empire, de 1341 à 1456. Celje acquiert le statut de bourg en la première moitié du XIVe siècle et le privilège urbain sous le règne du comte Frédéric II le 11 avril 1451.
Après la mort des comtes de Celje en 1456, la région tomba dans les territoires héréditaires des Habsbourg et est administrée par le duché de Styrie au sein de l'Autriche intérieure. Les murs de la ville et les douves défensives sont construits en 1473. La ville dut se défendre contre les Turcs et en 1515 lors de la grande révolte paysanne slovène.

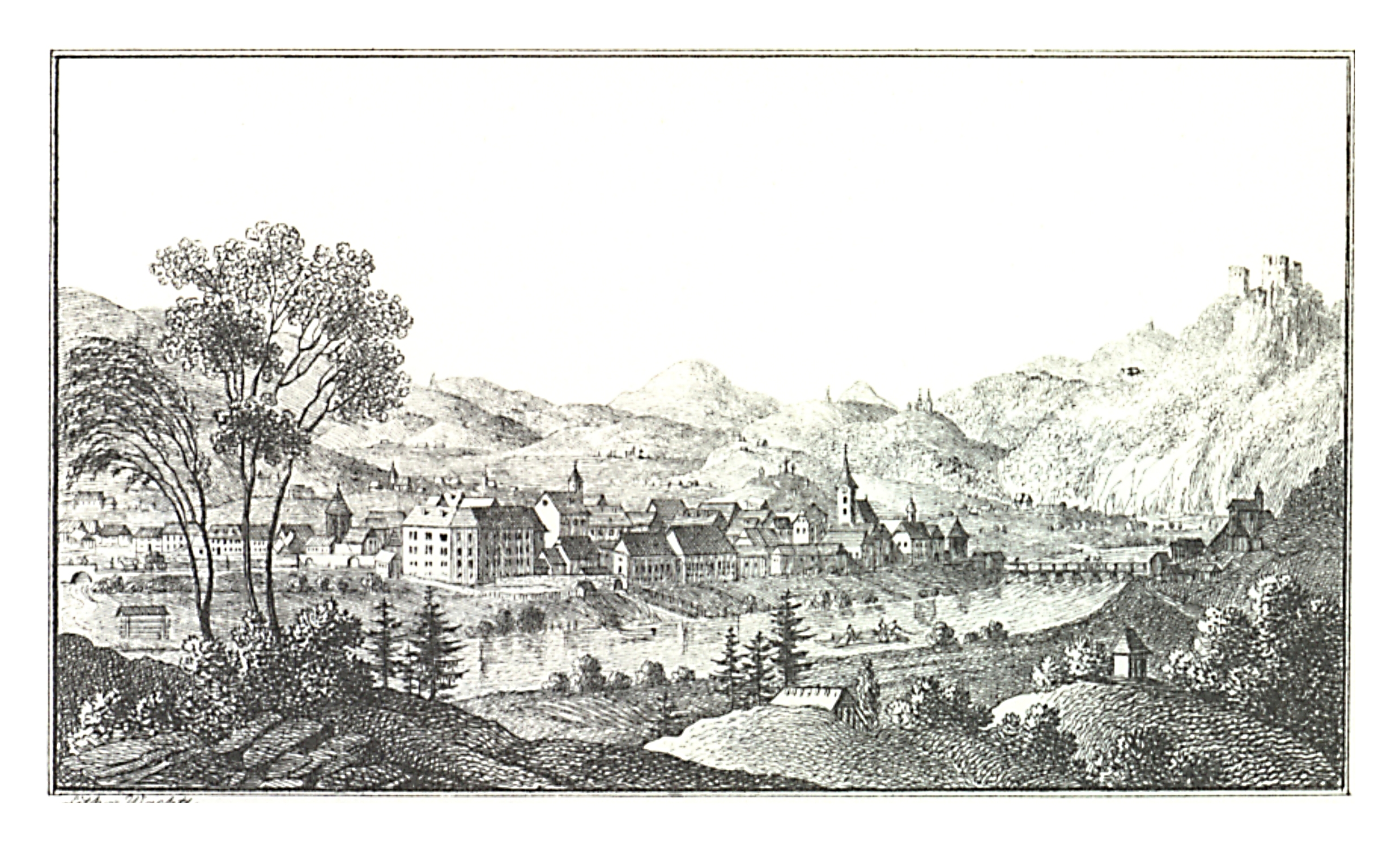
Celje, 1830 - Lith. Kaiser, Graz.

De nombreux nobles locaux se sont convertis au protestantisme pendant la Réforme protestante, mais la région a été reconvertie au catholicisme romain pendant la Contre-Réforme. Celje est devenu une partie de l'empire autrichien des Habsbourg pendant les guerres napoléoniennes. En 1867, après la défaite de l'Autriche dans la guerre austro-prussienne, la ville devient une partie de l'Autriche-Hongrie.
La ville fut également le siège du dernier État slovène historique indépendant (jusqu’à l’indépendance de la Slovénie en 1991), le comté de Celje ou Cilley (nom historique utilisé en français), que les circonstances avaient rapproché de la famille des Luxembourg.

## Patrimoine

### Patrimoine civil
- Le château de Celje, en ruines, anciennement le siège des comtes de Celje, datant des environs du XIVe siècle
- Le centre social de Celje, construit entre 1905 et 1906
- L'hôtel de ville de Celje
- Le musée régional de Celje qui propose diverses expositions permanentes et temporaires, et notamment un lapidarium romain.
- Le musée d'histoire moderne de Celje
- La tour de l'Eau, partie de l'ancienne muraille de la ville, construit en 1451
- L'hôtel des Postes de Celje
- La colonne de Marie, pilier où était destiné à punir les criminels et les délinquants

### Patrimoine religieux
- La cathédrale Saint-Daniel, construite en 1306
- L'église Sainte-Cécile, construite entre 1609 et 1615
- L'église Saint-Joseph, construite en 1680
- L'église de l'Assomption-de-Marie, construite dans les environs du XIIIe siècle
- L'église Saint-Maximilien, construite au XVe siècle

## Liste des comtes de Celje

### Barons de Sanneck
- Gebhard, Ier seigneur de Sanneck/Žovnek (1173-1224)[3]:
- Conrad (1224-1255), son fils ;
- Léopold (1262-1280), son fils
- Ulric (1262-1316), son frère

### Comtes de Celje
- Frédéric Ier († 1359), fils d'Ulrich Ier, baron de Sanneck, nommé 1er comte de Celje en 1341 par l'empereur Louis IV
- Ulric Ier († 1368), son fils ainé, capitaine en Carniole
  - Guillaume († 1392), son fils, comte d'Empire en 1372, épouse Anne de Pologne, fille du roi Casimir III le Grand
    - Anne († 1416), sa fille, épouse le roi Ladislas II Jagellon
- Herman Ier († 1385) frère cadet d'Ulrich Ier
  - Herman II († 1435), son fils dont :
    - Frédéric II († 1454), nommé prince du Saint-Empire en 1436, ban de Slavonie
      - Ulric II († 1456), son fils, nommé prince du Saint-Empire en 1436, régent de Hongrie, ban de Slavonie

    - Herman III († 1426) 
      - Marguerite († 1480), épouse Herman de Montfort puis Ladislas de Głogów

    - Louis († 1420)
    - Barbe, épouse de l'empereur Sigismond de Luxembourg
    - Herman († 1421), évêque de Freising et évêque de Trente

## Héraldique
Les armes des comtes de Celje, trois étoiles en triangle inversé, se retrouvent aujourd'hui dans les armes et le drapeau de la Slovénie.

## Relations internationales

### Jumelage
La ville de Celje est jumelée avec :
- Grevenbroich (Allemagne) depuis 1986
- Singen (Allemagne) depuis 1992
- Budva (Monténégro)

## Sport
Le RK Celje Pivovarna Laško, le club de la ville, est l'un des meilleurs clubs de handball de Slovénie. Il a remporté nombres d'éditions depuis la création du championnat, il est aussi renommé en Europe comme étant un gros cylindré puisqu'il remporta la Ligue des champions 2003-2004. La plupart des joueurs de l'équipe nationale y jouent, ou y ont évolué dans le passé. Ils jouent leur matchs à domicile dans la Zlatorog Arena, d'une capacité de 6 000 places.

## Personnalités
- Marija Braut (1929-2015), photographe croate.
- Saint Maximilien, évêque martyr du IIIe siècle.
- Élisabeth de Cilley (1441-1455), noble hongroise.
- Albert Sirk (1887-1947), peintre, graphiste et illustrateur austro-yougoslave décédé à Celje.
- Alma Karlin (1889-1950), romancière et poétesse née et morte à Celje.
- Goran Sankovič (1979-2022), joueur de football slovène.